# 29. Februar
In Schaltjahren wird der Februar um einen Schalttag verlängert. Dadurch erhalten diese Jahre einen 29. Februar, der dann der 60. Tag des gregorianischen Kalenders ist; somit bleiben 306 Tage bis zum Jahresende.
Im römischen Kalender war der Februarius ursprünglich der letzte Monat und deshalb derjenige, dem die Schalttage hinzugefügt wurden. Der eigentliche Schalttag des gregorianischen Kalenders in römischer Zählweise ist dabei jedoch, wie im julianischen Kalender, ein nach dem 23. Februar eingeschobener zweiter 24. Februar. Diese Tatsache war in der römisch-katholischen Kirche noch bis zur Neuordnung des kirchlichen Festkalenders 1969 daran zu erkennen, dass das Fest des Hl. Matthias, das stets am 24. Februar gefeiert wurde, im Schaltjahr auf den 25. Februar verschoben wurde. Für die Evangelische Kirche in Deutschland gilt diese Regelung noch immer.
Die heutigen regelmäßigen Schalttage existieren, seit Papst Gregor XIII. in einer päpstlichen Bulle am 24. Februar 1582 die Streichung von zehn aufgelaufenen Schalttagen anordnete. Von da an sind alle ganzzahlig durch vier teilbaren Jahre Schaltjahre, mit Ausnahme der Jahrhunderte, die nicht durch 400 teilbar sind, also 1700, 1800, 1900. Dagegen waren 1600 und 2000 Schaltjahre. Analog werden 2100, 2200, 2300 und 2500 keine Schaltjahre, 2400 jedoch wird ein Schaltjahr sein.

## Geburtstag am 29. Februar
In Deutschland gibt es für die an einem 29. Februar Geborenen eine rechtliche Regelung. Zur Berechnung ihres Lebensalters ist die Fristberechnung des BGB heranzuziehen. In Nichtschaltjahren gilt nach § 188 Abs. 3 BGB die Vollendung des 28. Februar als Ablauftag, sie stehen daher in Nichtschaltjahren den an einem 1. März Geborenen gleich. Daraus ergibt sich beispielsweise, dass an einem 29. Februar Geborene nach 18 Jahren mit Ablauf des 28. Februar die Volljährigkeit erlangen.

## Ereignisse

### Politik und Weltgeschehen
- 0888: In Compiègne wird der Robertiner Odo von Paris zum westfränkischen König erhoben.
- 1712: In Schweden folgt auf den 29. Februar noch der 30. Februar, um den Schwedischen Kalender wieder dem Julianischen Kalender anzupassen.
- 1720: Die schwedische Königin Ulrike Eleonore dankt zu Gunsten ihres Mannes Friedrich ab.

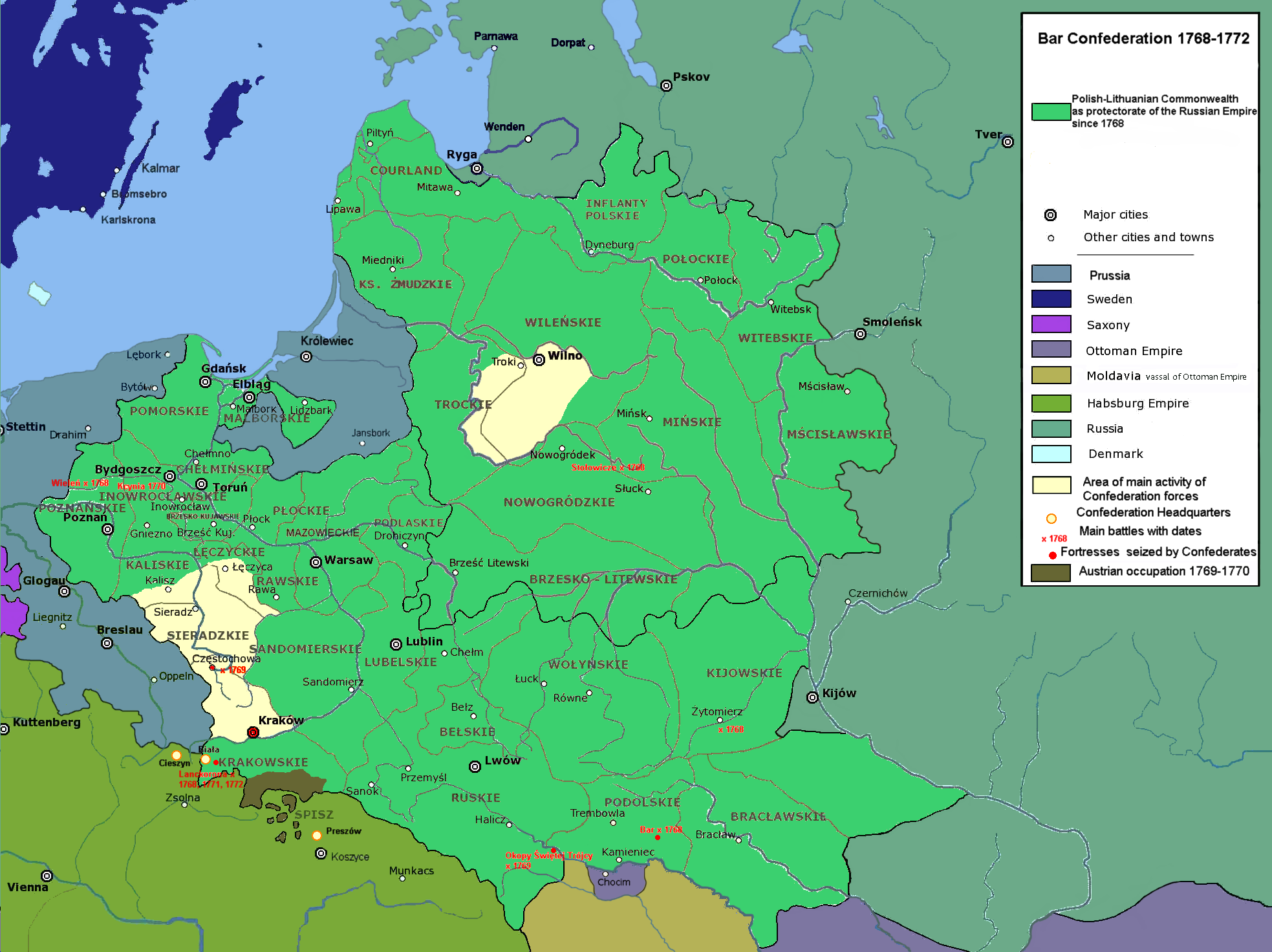
1768: Konföderation von Bar

- 1768: Mit dem Ziel, den russischen Einfluss in Polen-Litauen zurückzudrängen, schließen sich polnische Adlige zur Konföderation von Bar zusammen.

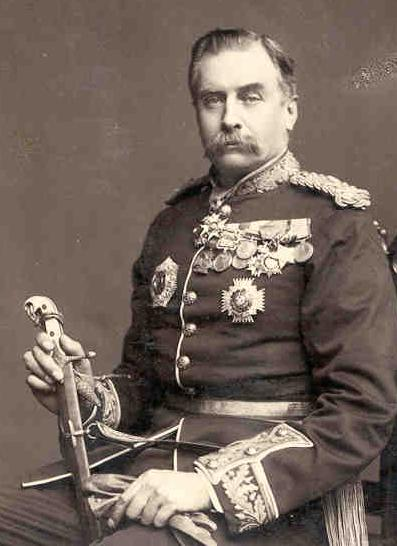
1884: Gerald Graham

- 1884: Der britische General Gerald Graham besiegt mit seinen Einheiten in der (zweiten) Schlacht von El Teb die Mahdisten unter Osman Digna während des Mahdi-Aufstandes im Sudan.
- 1916: Während des Ersten Weltkriegs kommt es in der Nordsee zu einem Gefecht zwischen Schiffen der Royal Navy und der Kaiserlichen Marine. Der deutsche Hilfskreuzer Greif versenkt zunächst den britischen Hilfskreuzer Alcantara, bevor er selbst untergeht. Dabei kommen auf beiden Seiten insgesamt 264 Seeleute ums Leben.
- 1920: Reichswehrminister Gustav Noske löst die Marinebrigade Ehrhardt und das Freikorps Loewenfeld auf. Aus dieser Maßnahme entwickelt sich der Kapp-Putsch gegen die Weimarer Republik.
- 1920: Die tschechoslowakische Nationalversammlung nimmt die Verfassung der Tschechoslowakischen Republik an.
- 1936: Nach drei Tagen endet der Putschversuch durch die Kōdō-ha-Fraktion innerhalb des japanischen Militärs. 17 Anführer der Rebellen werden später nach einem Prozess hingerichtet oder zum rituellen Selbstmord Seppuku aufgefordert. Das zuvor verhängte Kriegsrecht bleibt noch bis Juli in Kraft.
- 1944: Im Pazifikkrieg eröffnen alliierte Truppen unter Führung von US-General Douglas MacArthur die Schlacht zur Rückeroberung der von den Japanern besetzten Admiralitätsinseln (Operation Brewer).
- 1972: Aus Protest gegen die Neue Ostpolitik der sozialliberalen Koalition tritt der Bundestagsabgeordnete Herbert Hupka, Präsident der Landsmannschaft Schlesien, aus der SPD-Bundestagsfraktion aus.

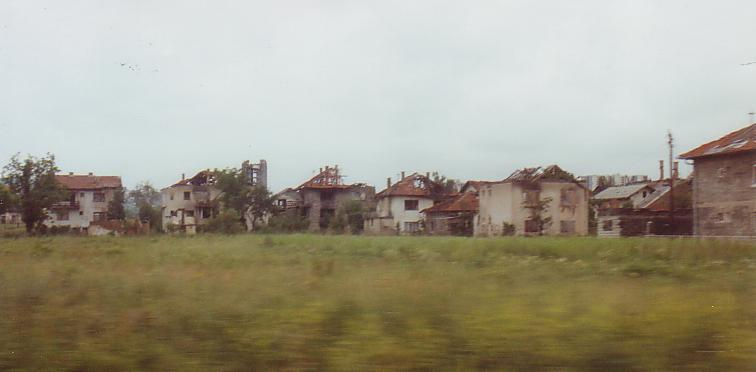
1996: Zerstörte Häuser in der Nähe des Flughafens von Sarajevo

- 1996: Nach 1425 Tagen endet – mehr als zwei Monate nach Unterzeichnung des Dayton-Vertrages – die Belagerung von Sarajevo, die längste Belagerung des 20. Jahrhunderts.
- 2004: Bei der vorgezogenen Wahl zur Hamburgischen Bürgerschaft gewinnt die CDU mit Bürgermeister Ole von Beust im Vergleich zur Wahl 2001 21 Prozentpunkte hinzu und kann in der Folge mit absoluter Mehrheit regieren. Beim zeitgleichen Volksentscheid spricht sich eine deutliche Mehrheit gegen den Verkauf von städtischen Kliniken aus.
- 2004: Nach weitreichenden Protesten und Eingreifen durch Frankreich und die USA dankt Jean-Bertrand Aristide als Präsident Haitis ab und verlässt das Land.
- 2020: Der amerikanische Sondergesandte für Aussöhnung in Afghanistan, Zalmay Khalilzad, und der Leiter des politischen Büros der Taliban in Doha, Mullah Abdul Ghani Baradar, unterzeichnen das Doha-Abkommen.[4]

### Wirtschaft
- 1916: In den Vereinigten Staaten wird dem Bauingenieur Arthur Hale ein Patent auf das von ihm entwickelte Kleeblatt-Autobahnkreuz erteilt.
- 2008: Der russische Automobilhersteller Hyundai Motor Manufacturing Rus wird gegründet.

### Wissenschaft und Technik

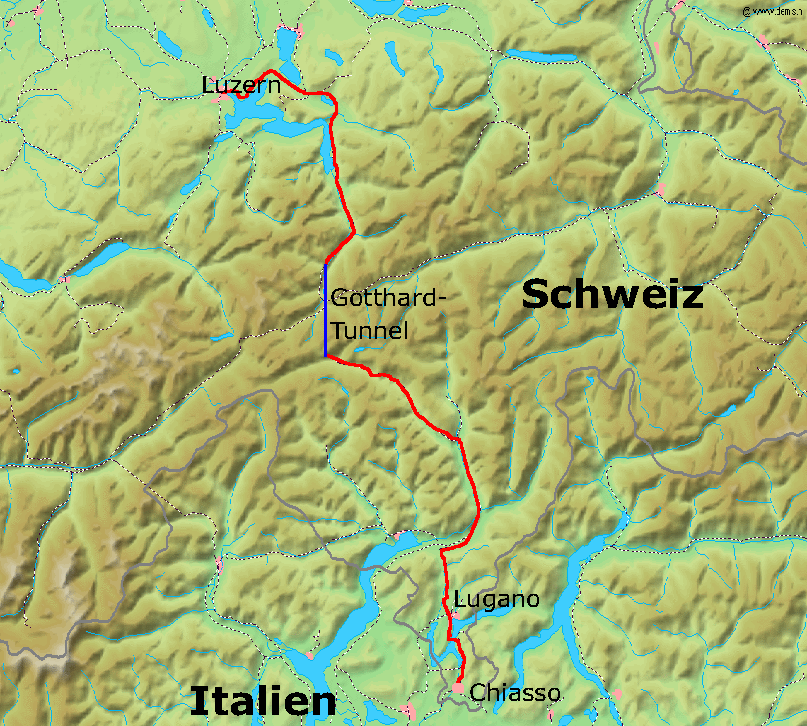
1880: Gotthardbahn

- 1880: Beim für den Eisenbahnverkehr gebauten Gotthardtunnel durch das Gotthardmassiv in den Schweizer Alpen erfolgt der Durchstich.

### Kultur
- 1828: Die Oper La muette de Portici (Die Stumme von Portici) von Daniel-François-Esprit Auber mit dem Libretto von Eugène Scribe feiert bei ihrer Uraufführung an der Grand Opéra Paris einen durchschlagenden Erfolg.

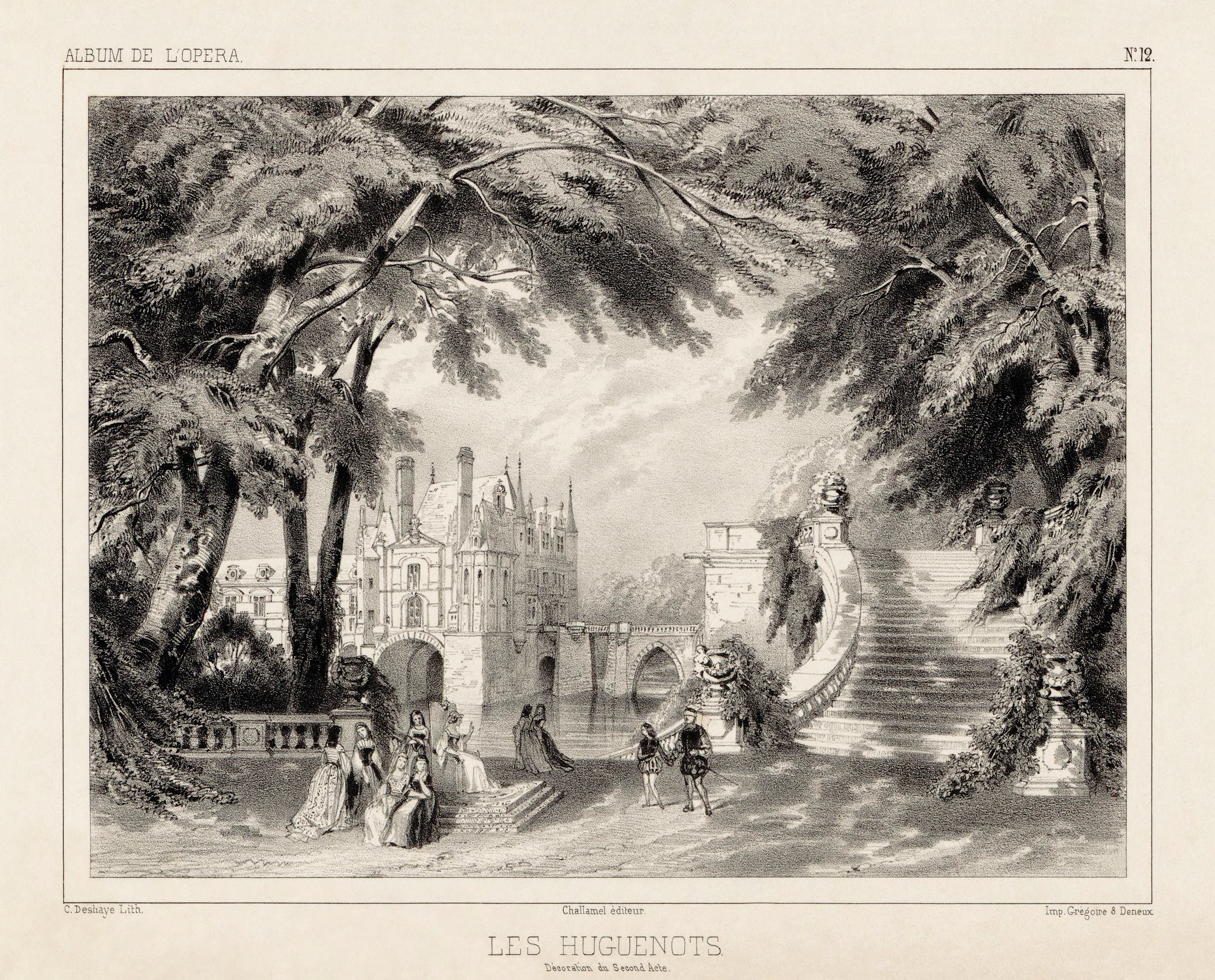
1836: Bühnenbild des Zweiten Akts bei der Uraufführung

- 1836: An der Grand Opéra Paris wird die Große Oper Les Huguenots von Giacomo Meyerbeer uraufgeführt. Das Libretto stammt von Eugène Scribe und Émile Deschamps.
- 1892: In Bury St Edmunds in der englischen Grafschaft Suffolk wird die Farce Charley’s Aunt (Charleys Tante) von Brandon Thomas uraufgeführt.
- 1912: Am Kungliga Teatern in Stockholm erfolgt die Uraufführung der Oper Leila von Natanael Berg.
- 1940: Bei der Oscarverleihung ist Vom Winde verweht mit zehn Academy Awards erfolgreichster Film, wobei mit der für ihre Darstellung der Mammy ausgezeichneten Hattie McDaniel erstmals eine Afroamerikanerin eine Oscar-Statuette erhält.
- 1980: Die Internationalen Filmfestspiele Berlin, die ersten unter der Leitung von Moritz de Hadeln, enden.
- 1992: In Lakeland, Florida, beginnt die Zoo-TV-Welttournee der irischen Rock-Band U2.

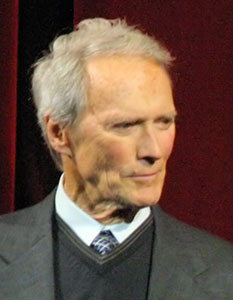
1996: Clint Eastwood

- 1996: Clint Eastwood erhält den Life Achievement Award des American Film Institute.
- 2004: Bei der Oscarverleihung ist Der Herr der Ringe: Die Rückkehr des Königs, der in allen elf nominierten Kategorien auch ausgezeichnet wird, erfolgreichster Film.

### Gesellschaft
- 1860: In Leipzig wird der Theologieprofessor Wilhelm Bruno Lindner wegen Diebstählen aus öffentlichen Bibliotheken zu sechs Jahren Arbeitshaus verurteilt.
- 2000: An der Theo J. Buell Elementary School bei Flint im US-Bundesstaat Michigan erschießt ein Sechsjähriger eine ebenfalls sechsjährige Klassenkameradin. Sie sind damit das jüngste Opfer und der jüngste Täter einer Schießerei in einer Schule.
- 2016: Der Equal Care Day wird in Anlehnung an den Equal Pay Day als Aktionstag für mehr Wertschätzung und eine faire Verteilung der Sorgearbeit ins Leben gerufen.
- La Bougie du Sapeur ist eine 1980 gegründete französische Satirezeitung, die nur am Schalttag erscheint und damit die am seltensten erscheinende Zeitung der Welt ist.

### Religion
- 1528: Der ins katholische Schottland zurückgekehrte evangelische Theologe Patrick Hamilton wird in einem kurzen Prozess wegen Ketzerei zum Tode verurteilt und sofort öffentlich verbrannt.

### Katastrophen
- 1960: Ein Erdbeben der Stärke 5,7 in Agadir, Marokko, fordert 10.000 bis 15.000 Tote.

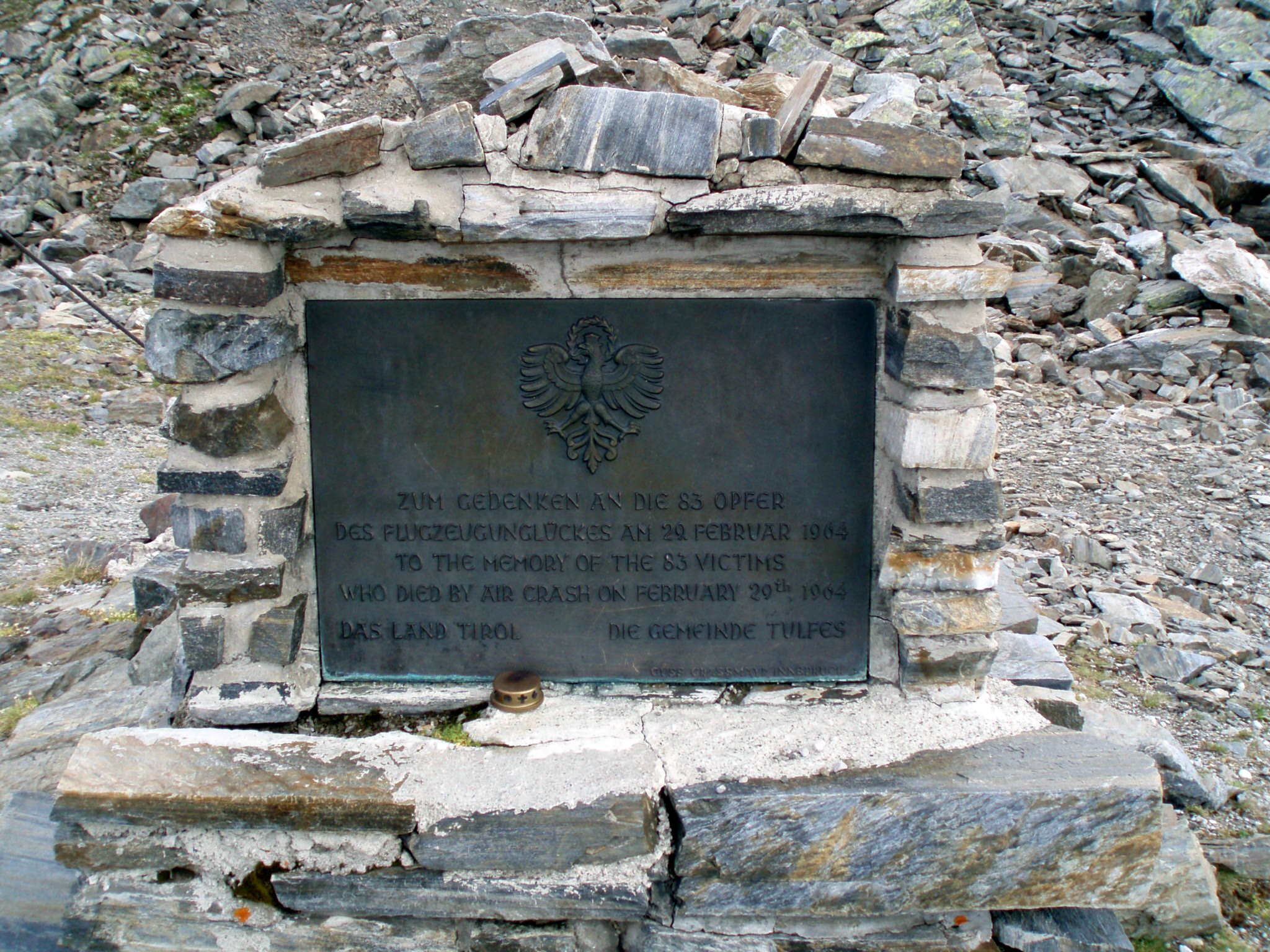
1964: Denkmal zur Erinnerung an das Flugzeugunglück

- 1964: Ein im Landeanflug auf Innsbruck befindliches Passagierflugzeug der British Eagle International Airlines kollidiert auf dem British-Eagle-Flug 802 mit der Ostflanke des Glungezer in den Tuxer Alpen. Alle 83 Personen an Bord kommen ums Leben.
- 1996: Eine aus Lima kommende peruanische Boeing 737 prallt beim Landeanflug von Faucett-Perú-Flug 251 auf Arequipa gegen einen Berg, was zum Tod aller 123 Passagiere dieses Flugzeugs führt.

Kleinere Unglücksfälle sind in den Unterartikeln von Katastrophe und in der Liste von Katastrophen aufgeführt.

### Sport
- 1924: Paul Samson-Körner wird gegen Hans Breitensträter Deutscher Meister beim Boxen im Schwergewicht durch K. o. in der 3. Runde.

Einträge von Leichtathletik-Weltrekorden befinden sich unter der jeweiligen Disziplin unter Leichtathletik.

## Geboren

### Vor dem 18. Jahrhundert
- 1468: Paul III., Papst
- 1528: Albrecht V., Herzog von Bayern
- 1556: Aurelio Lomi, italienischer Maler
- 1640: Benjamin Keach, englischer Pastor, Liederdichter und Autor
- 1692: John Byrom, englischer Schriftsteller

### 18. Jahrhundert
- 1720: François de Langes, preußischer Oberst, Gouverneur von Orange und Neuenburg
- 1724: Simon Boerum, Delegierter des Staates New York im Kontinentalkongress
- 1736: Ann Lee, Gründerin der US-amerikanischen Freikirche der Shaker
- 1748: Kan Chazan, japanischer Dichter und Gelehrter
- 1752: George Handley, US-amerikanischer Politiker
- 1756: Christian Frederik Hansen, dänischer Architekt
- 1764: Karl Adalbert von Beyer, Abt von Hamborn und Weihbischof in Köln
- 1764: Conrad Daniel von Blücher-Altona, Oberpräsident von Altona
- 1764: Paul Erman, deutscher Physiker
- 1776: Johann August Bruckmann deutscher Architekt, Geologe, Landbaumeister, Wasserbauingenieur, Sachbuchautor und Erfinder
- 1784: Leo von Klenze, deutscher Architekt, Maler und Schriftsteller
- 1792: Gioachino Rossini, italienischer Opernkomponist des Belcanto

### 19. Jahrhundert
- 1804: Carl van Dockum, dänischer Seeoffizier und Marineminister
- 1804: Hercule Florence, monegassisch-brasilianischer Maler, Erfinder und Fotopionier
- 1808: Minna Ewald, Tochter von Carl Friedrich Gauß
- 1808: Hugh Falconer, britischer Paläontologe, Botaniker und Geologe
- 1808: Charles Pritchard, britischer Geistlicher, Astronom und Schulgründer
- 1812: Reinier Craeyvanger, niederländischer Maler und Musiker
- 1812: Hermann Hirschbach, deutscher Komponist, Musikkritiker und Schachschriftsteller
- 1812: Louis Lang, deutsch-amerikanischer Maler
- 1816: Bernhard Simon, Schweizer Architekt und Ingenieur
- 1820: Friedrich Oser, Schweizer Pfarrer und Dichter
- 1820: Adolf Schimon, österreichisch-deutscher Pianist, Gesangslehrer und Komponist
- 1824: John Avery, US-amerikanischer Politiker
- 1824: Washington Bartlett, US-amerikanischer Politiker
- 1824: Georg Heinrich Kaemmerer, Hamburger Kaufmann, Bankier und Abgeordneter
- 1824: Franz Kindscher, deutscher Lehrer, Archivar und Historiker
- 1824: William Almy Pirce, US-amerikanischer Politiker
- 1828: Wilhelm Grashoff, deutscher Pfarrer
- 1828: Albert Crawford Howard, US-amerikanischer Politiker
- 1828: Morten Müller, norwegischer Landschaftsmaler
- 1828: John Smythe Richardson, US-amerikanischer Politiker
- 1828: Josef Anton Specht, deutscher Alpinist und Unternehmer
- 1828: Karl Stammer, luxemburgisch-deutscher Chemiker
- 1836: Karl Franz Sebastian Fahrländer, Schweizer Politiker und Staatsanwalt
- 1836: Charles Oppenheimer, Honorargeneralkonsul Großbritanniens und Irlands
- 1836: Josef von Schwegel, Krainer Diplomat und Politiker
- 1840: Paul Adolph, deutscher Jurist und Politiker
- 1840: Theodor Leber, deutscher Ophthalmologe

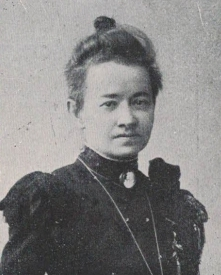
Catharina Haaß (* 1844)

- 1844: Catharina Haaß, deutsche Musikpädagogin und Komponistin
- 1844: Paul Wilhelm Magnus, deutscher Mykologe und Lichenologe
- 1844: Franz Poche, österreichischer Politiker und Kaufmann
- 1848: Josef Büche, österreichischer Porträtmaler
- 1848: Władysław Marconi, polnischer Architekt und Denkmalschützer

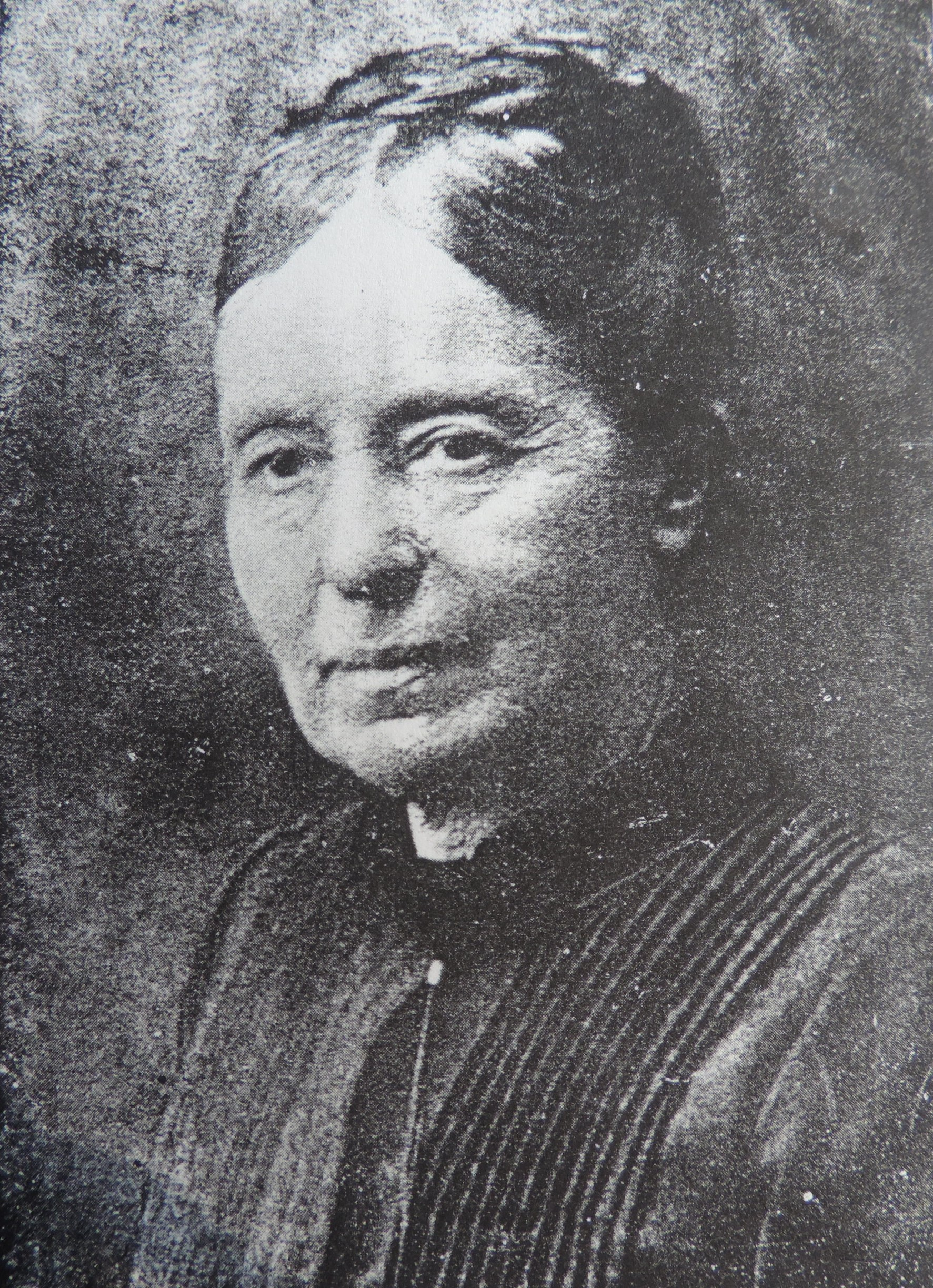
Adele Zay (* 1848)

- 1848: Adele Zay, rumänische Pädagogin und Frauenrechtlerin
- 1852: Mark Reeves Bacon, US-amerikanischer Politiker
- 1852: Georg de Beauharnais, russischer Adliger
- 1852: Pauline Herber, deutsche Lehrerin und Schriftstellerin
- 1852: Carl Prüsmann, deutscher Ingenieur und Erfinder
- 1852: Erich Sello, deutscher Jurist und Strafverteidiger
- 1852: Arthur Herbert Taylor, US-amerikanischer Politiker
- 1852: Eduard Vongerichten, deutscher Chemiker
- 1856: Herbert Wolcott Bowen, US-amerikanischer Jurist und Diplomat
- 1856: Günther von Pappritz, preußischer General und Gouverneur
- 1856: Margarete Wengels, deutsche Sozialistin
- 1860: Herman Hollerith, US-amerikanischer Unternehmer, Ingenieur und Erfinder
- 1860: Carl Wenzel Zajicek, österreichischer Meister
- 1864: Albert Eiteljörge, deutscher Heimatforscher
- 1864: Gustav Turba, österreichischer Historiker
- 1864: Karl Weule, deutscher Geograph, Hochschulprofessor, Ethnologe und Autor
- 1864: Carl Woitschach, deutscher Musikdirektor und Komponist
- 1864: Adolf Wölfli, Schweizer Maler
- 1868: Heinrich Claß, deutscher Publizist und Politiker, MdR
- 1868: Carl Peters, Kölner Unternehmer
- 1868: Fritz Rechberg, deutscher Unternehmer und Kommerzienrat
- 1868: Wilhelm Steputat, deutscher Schriftsteller, Jurist und Politiker
- 1868: Georg Zachariades, österreichischer Unternehmer, Eiskunstläufer und Radrennfahrer
- 1872: Kazimierz Bein, polnischer Augenarzt, Lexikograph und Aktivist der Esperanto-Bewegung
- 1872: Otto von Bronk, deutscher Physiker und Fernsehpionier
- 1872: Berthold Daun, deutscher Kunsthistoriker und Dozent
- 1872: Josef Dirnberger, österreichischer Bildhauer und Politiker
- 1872: Carl Egger, Schweizer Alpinist, Maler und Schriftsteller
- 1872: Carl Langhein, deutscher Maler und Grafiker
- 1876: Léon Johnson, französischer Sportschütze
- 1880: Ernst Richard Dietze, deutscher Maler
- 1880: Otto Loening, deutscher Jurist und Politiker
- 1880: Rudolf von Perignon, deutscher Architekt und bayerischer Baubeamter
- 1884: Frederick Grace, britischer Boxer
- 1884: Elsa Koditschek, österreichische Überlebende der Shoa
- 1884: Eugen Reintjes, niederländischer Fabrikant
- 1884: Karl Vierath, deutscher Politiker
- 1884: Bernhard von Wiecki, deutscher Priester und Märtyrer der katholischen Kirche
- 1888: Karl Eymann, deutscher Ingenieur
- 1888: Willy Hoffmann, deutscher Rechtswissenschaftler und Rechtsanwalt
- 1888: Herbert Ihering, deutscher Dramaturg, Regisseur, Journalist und Theaterkritiker
- 1888: Gyula Kertész, ungarischer Fußballspieler und -trainer
- 1888: Kazimierz Lagosz, polnischer Kapitularvikar
- 1888: Hermano Nicéforo María, französisch-kolumbianischer Naturforscher und Geistlicher
- 1888: Stanisław Przybyński, polnischer Offizier
- 1888: Domenico Tardini, italienischer Priester und Kardinal
- 1892: Vilmos Apor, ungarischer Priester, Bischof der Diözese Győr
- 1892: Leandro Arpinati, italienischer Politiker und Sportfunktionär
- 1892: Dietrich von Jagow, deutscher Gesandter in Ungarn und SA-General
- 1896: Josef Autrith, österreichischer Politiker
- 1896: Rudolf Bernstein, deutscher Komintern- und Filmfunktionär
- 1896: Morarji Desai, indischer Politiker und Regierungschef
- 1896: Louis Fischer, US-amerikanischer Journalist und Buchautor
- 1896: Wladimir Rudolfowitsch Vogel, Schweizer Komponist deutsch-russischer Herkunft
- 1896: William A. Wellman, US-amerikanischer Filmregisseur

### 20. Jahrhundert

#### 1904–1924

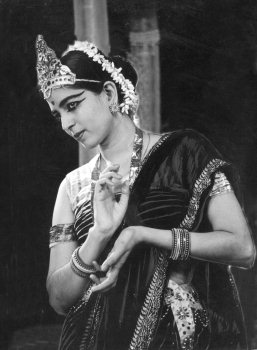
Rukmini Devi Arundale (* 1904)

- 1904: Rukmini Devi Arundale, indische Tänzerin, Politikerin und Theosophin
- 1904: Hugh Bancroft, kanadischer Organist und Komponist
- 1904: Jimmy Dorsey, US-amerikanischer Jazzmusiker
- 1904: Walter Heinrich Fuchs, deutscher Phytomediziner
- 1908: Balthus, polnisch-französischer Maler
- 1908: Dee Brown, US-amerikanischer Schriftsteller und Historiker
- 1908: Kurt Fiebig, deutscher Komponist und Kirchenmusiker
- 1908: Robert E. Pearce, US-amerikanischer Ringer, Olympiasieger
- 1912: Gaetano Amata, italienischer Filmschaffender
- 1912: Reinhold Meyer, deutscher Jurist
- 1912: Taiichi Ōno, japanischer Ingenieur und Erfinder
- 1916: Barton Childs, US-amerikanischer Kinderarzt und Genetiker
- 1916: Max-Joseph Halhuber, österreichischer Kardiologe
- 1916: Rudolf Sachsenweger, deutscher Augenarzt

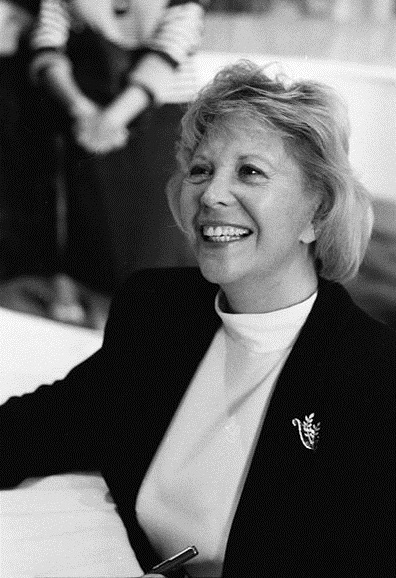
Dinah Shore (* 1916)

- 1916: Dinah Shore, US-amerikanische Sängerin, Schauspielerin und Golfspielerin
- 1920: Fjodor Abramow, sowjetischer Schriftsteller
- 1920: Marcel Frémiot, französischer Komponist
- 1920: Michèle Morgan, französische Schauspielerin
- 1920: Howard Nemerov, US-amerikanischer Literaturdozent und Dichter
- 1920: Alberto Ribeiro, portugiesischer Sänger und Schauspieler
- 1920: Johann Waldbach, deutscher Mitarbeiter des MfS der DDR
- 1924: David Beattie, 14. Generalgouverneur von Neuseeland
- 1924: Andrzej Maria Deskur, polnischer Priester und Jurist, Titularerzbischof und Kardinal
- 1924: Will Elfes, deutscher Bildhauer und Musiker
- 1924: Ursula Geyer-Hopfe, deutsche Schauspielerin
- 1924: Gunnar Johansson, schwedischer Fußballspieler und -trainer
- 1924: Edward J. Kenney, britischer Klassischer Philologe
- 1924: Wladimir Krjutschkow, sowjet-russischer Polit-Funktionär
- 1924: Marcellina Pustet, deutsche Äbtissin
- 1924: Carlos Humberto Romero, salvadorianischer Politiker und Staatspräsident
- 1924: Willibald Sauerländer, deutscher Kunsthistoriker
- 1924: Pierre Sinibaldi, französischer Fußballspieler und -trainer
- 1924: Herbert Samuel Walker, jamaikanischer Diplomat
- 1924: Günther Ziessler, deutscher Schauspieler

#### 1928–1948
- 1928: Joss Ackland, britischer Schauspieler
- 1928: Iwan Bohdan, russischer Ringer, Olympiasieger
- 1928: Alfons Demming, deutscher Priester, Weihbischof in Münster
- 1928: Seymour Papert, US-amerikanischer Mathematiker und Lerntheoretiker
- 1932: Masten Gregory, US-amerikanischer Formel-1-Rennfahrer

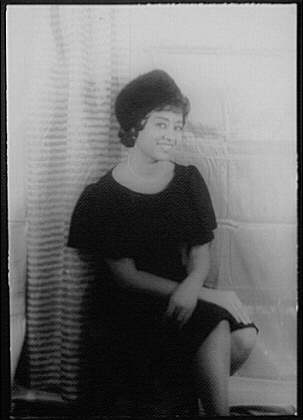
Reri Grist (* 1932)

- 1932: Reri Grist, US-amerikanische Sopranistin
- 1932: Hermann Weiß, deutscher Historiker
- 1936: Hans Dionys Dossenbach, Schweizer Schriftsteller und Tierfotograf
- 1936: Henri Richard, kanadischer Eishockeyspieler
- 1936: Alex Rocco, US-amerikanischer Schauspieler
- 1936: Yves Rouquette, französischer Schriftsteller okzitanischer Sprache
- 1936: Glen Stassen, US-amerikanischer Sozialethiker und Theologe
- 1936: Sharon Webb, US-amerikanische Schriftstellerin
- 1940: Bartholomeos I., Patriarch von Konstantinopel
- 1940: Margit Carstensen, deutsche Theater- und Filmschauspielerin
- 1940: Klaus-Jürgen Jacob, deutscher Biologe, Direktor des Tierparks Cottbus
- 1940: Klaus-Dieter Lehmann, deutscher Bibliothekar und Präsident des Goethe-Instituts
- 1940: Hideo Ochi, japanisch-deutscher Karateka
- 1940: John Huston Ricard, US-amerikanischer römisch-katholischer Bischof
- 1940: Paul Rutherford, britischer Jazz-Posaunist
- 1940: Wilfried Sauerland, deutscher Box-Promoter
- 1940: Mario Velarde, mexikanischer Fußballspieler

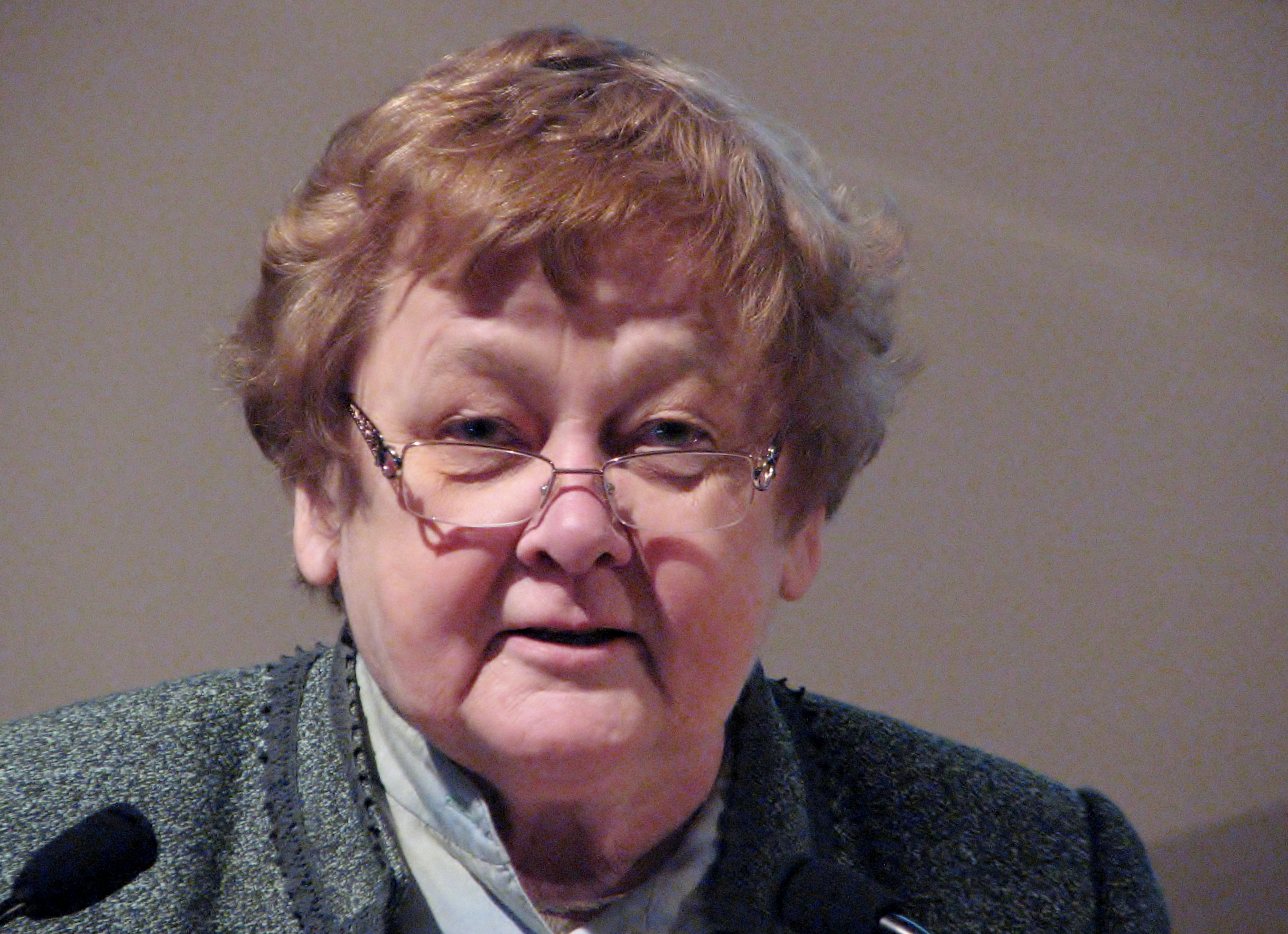
Ene Ergma (* 1944)

- 1944: Ene Ergma, estnische Politikerin und Astrophysikerin
- 1944: Dennis Farina, US-amerikanischer Schauspieler
- 1944: Erwin Kessler, Schweizer Tierschützer
- 1944: Oleksandr Moros, ukrainischer Politiker
- 1944: John Niland, US-amerikanischer American-Football-Spieler
- 1944: Paolo Eleuteri Serpieri, italienischer Comicautor
- 1944: Max Steller, deutscher forensischer Psychologe
- 1944: Bernd Witthüser, deutscher Kabarettist
- 1948: Jirō Akagawa, japanischer Schriftsteller
- 1948: Andreas Auer, schweizerischer Staatsrechtler
- 1948: Richie Cole, US-amerikanischer Jazz-Altsaxophonist
- 1948: Ken Foree, US-amerikanischer Schauspieler
- 1948: Karen Lafferty, US-amerikanische Sängerin und Musiklehrerin
- 1948: Hermione Lee, britische Literaturwissenschaftlerin
- 1948: Patricia A. McKillip, US-amerikanische Autorin
- 1948: Ronnith Neumann, israelisch-deutsche Schriftstellerin und Fotografin
- 1948: Angelik Riemer, deutsche Malerin

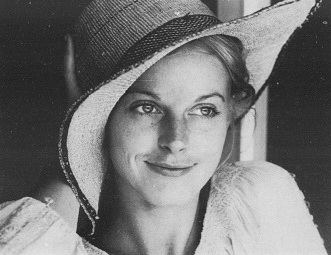
Yanti Somer (* 1948)

- 1948: Yanti Somer, finnische Schauspielerin
- 1948: Rainder Steenblock, deutscher Politiker, MdL, Landesminister, MdB
- 1948: Martin Suter, Schweizer Autor

#### 1952–1972
- 1952: Raúl González, mexikanischer Geher, Olympiasieger
- 1952: Roger Gustafsson, schwedischer Fußballspieler und -trainer
- 1952: Thomas O. Höllmann, deutscher Sinologe
- 1952: Thomas Löhr, deutscher Priester, Weihbischof im Bistum Limburg
- 1952: Holger Oertel, deutscher Handballtorwart und Handballtrainer
- 1952: Gérard Pansanel, französischer Jazzgitarrist
- 1952: Oswaldo Payá, kubanischer Bürgerrechtler
- 1952: Tim Powers, US-amerikanischer Schriftsteller
- 1952: Hermann Schützenhöfer, österreichischer Politiker
- 1952: Raissa Petrowna Smetanina, russische Skilangläuferin
- 1956: Johannes Thimme, deutscher Unterstützer der Rote Armee Fraktion
- 1956: Rudolf Volz, deutscher Autor für Musiktheater
- 1956: Aileen Wuornos, US-amerikanische Serienmörderin
- 1960: Cheb Khaled, Vertreter der algerischen Volks- und Populärmusik Raï
- 1960: Norbert Lehmann, deutscher Journalist und Fernsehmoderator
- 1960: Richard Ramírez, US-amerikanischer Serienmörder
- 1964: Carmel Busuttil, maltesischer Fußballspieler und -trainer
- 1964: Ralph Dietl, deutscher Historiker und Amerikanist
- 1964: Martin France, britischer Jazzschlagzeuger
- 1964: Marek Leśniak, polnischer Fußballspieler und -trainer
- 1964: Ola Lindgren, schwedischer Handballtrainer
- 1964: Larissa Peleschenko, russische Kugelstoßerin
- 1964: Ellen Pieters, niederländische Schauspielerin und Sängerin
- 1964: Swilen Rusinow, bulgarischer Amateurboxer
- 1964: Henrik Sundström, schwedischer Tennisspieler
- 1968: Dirk Bublies, deutscher Schauspieler
- 1968: Pete Fenson, US-amerikanischer Curler
- 1968: Gonzalo Lira, chilenisch-US-amerikanischer Autor

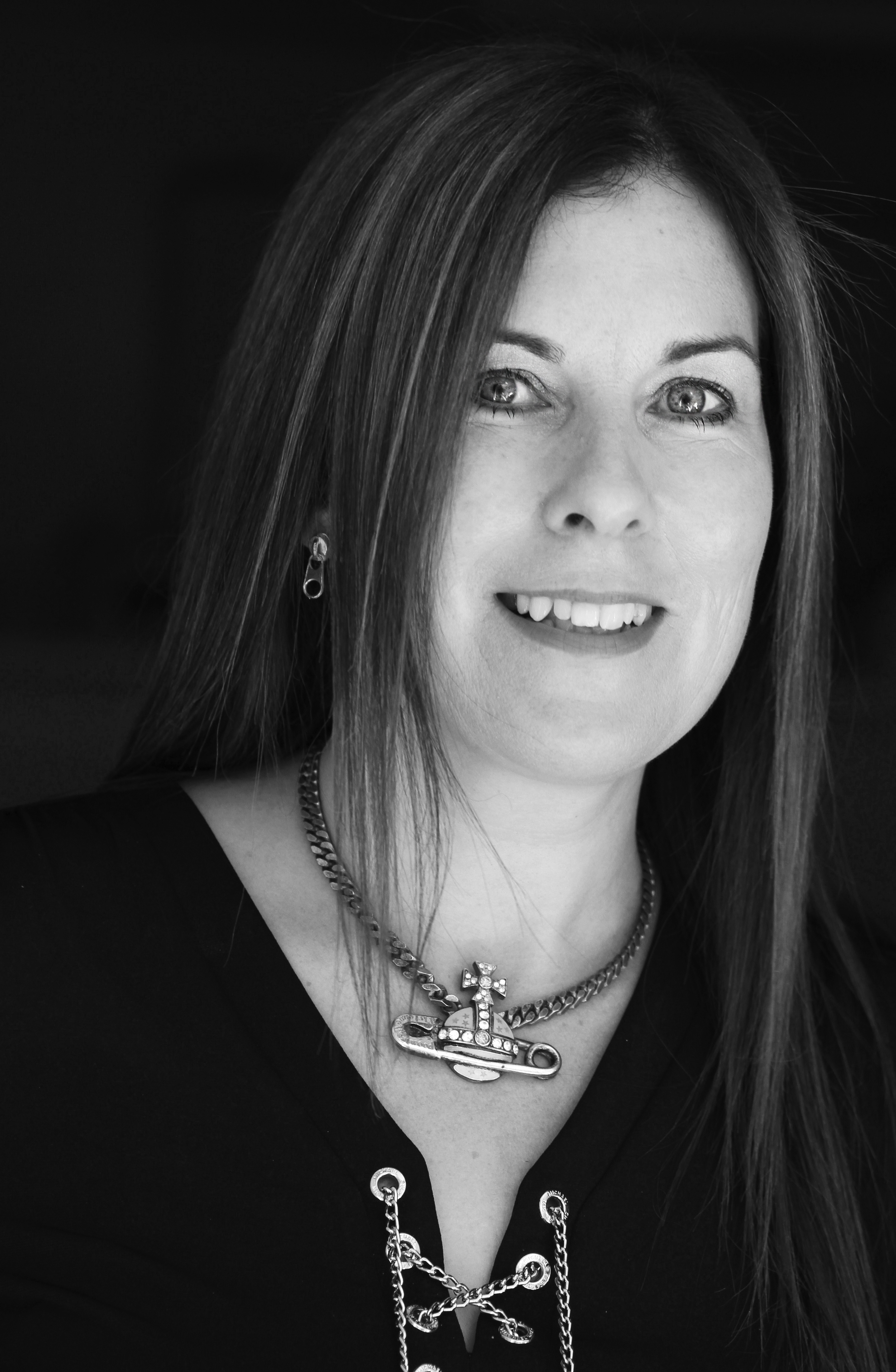
Emer Martin (* 1968)

- 1968: Emer Martin, irische Schriftstellerin, Malerin und Filmemacherin
- 1968: Guy Philippe, haitianischer Offizier, Polizeichef und Rebellenführer
- 1968: Dana Schweiger, US-amerikanische Moderatorin und ehemaliges Model
- 1972: Rui Águas, portugiesischer Autorennfahrer
- 1972: Martin Berger, deutscher Domkapellmeister
- 1972: Artemis Chalkidou, deutsche Schauspielerin
- 1972: Iván García, kubanischer Sprinter
- 1972: Magnus Kihlstedt, schwedischer Fußballtorhüter
- 1972: Antonio Sabato Jr., US-amerikanischer Schauspieler
- 1972: Pedro Sánchez, spanischer Politiker
- 1972: Wadim Tokarew, russischer Boxer
- 1972: Dave Williams, US-amerikanischer Rocksänger

#### 1976–2000
- 1976: Judith Enders, deutsche Politikwissenschaftlerin und Autorin
- 1976: Ja Rule, US-amerikanischer Rapper
- 1976: Katalin Kovács, ungarische Kanutin
- 1976: Claudia Matthäus, deutsche Juristin

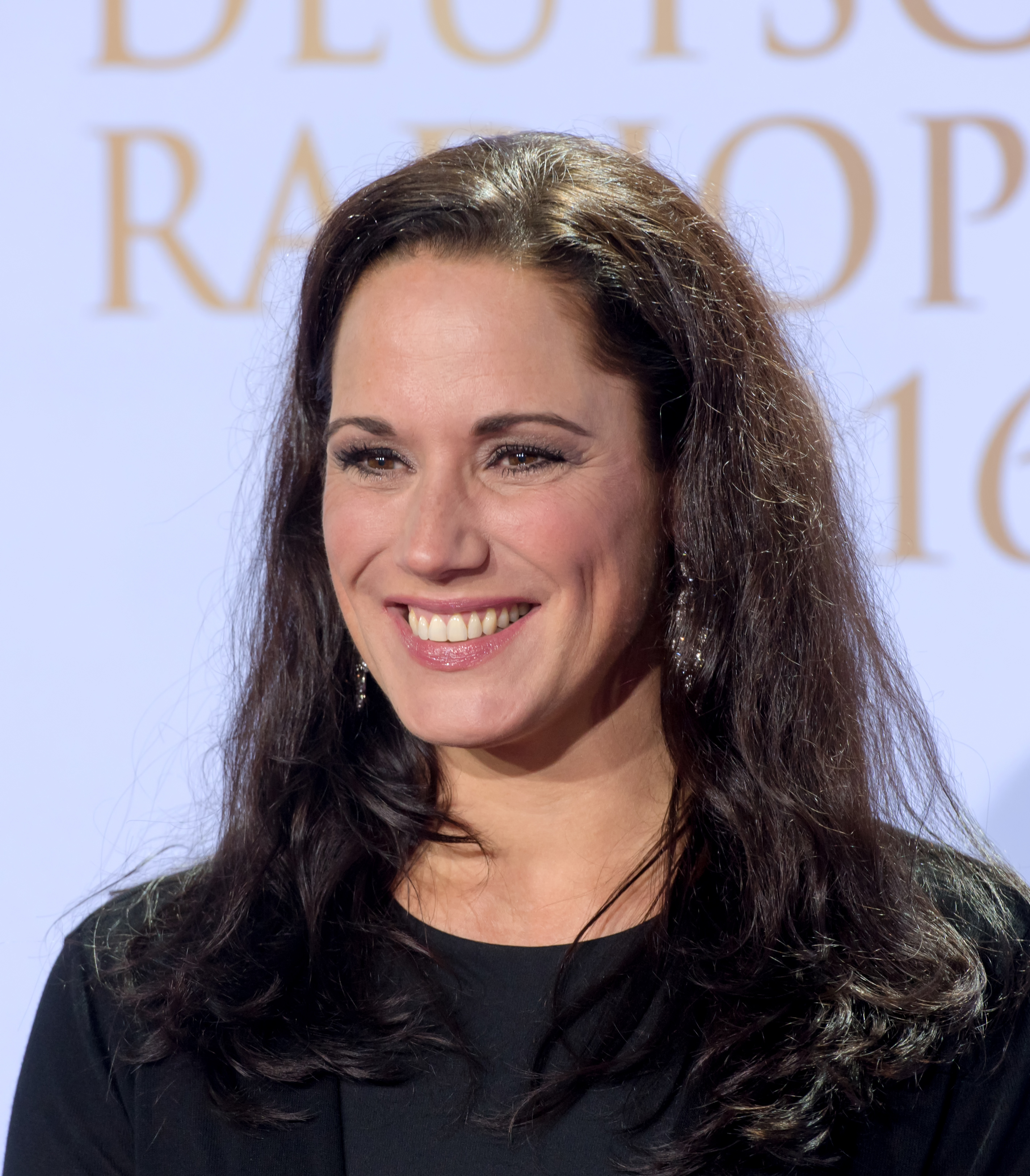
Simone Panteleit (* 1976)

- 1976: Simone Panteleit, deutsche Fernseh- und Radiomoderatorin
- 1976: Milaim Rama, Schweizer Fußballspieler
- 1980: Çağdaş Atan, türkischer Fußballspieler
- 1980: Eric Benz, deutscher Schauspieler und Sänger
- 1980: Hauke Brückner, deutscher Fußballspieler
- 1980: Kristin Fraser, US-amerikanische Eiskunstläuferin
- 1980: Simon Gagné, kanadischer Eishockeyspieler
- 1980: Vanessa Jung, deutsche Schauspielerin
- 1980: Rubén Plaza, spanischer Radrennfahrer
- 1980: Aki Rissanen, finnischer Jazzmusiker
- 1980: Mizuki Tsujimura, japanische Schriftstellerin
- 1984: Ihor Bojtschuk, ukrainischer Skispringer
- 1984: Olga Bołądź, polnische Theater- und Filmschauspielerin
- 1984: Jolanda Bombis-Robben, niederländische Handballspielerin
- 1984: Cullen Jones, US-amerikanischer Freistil-Schwimmer
- 1984: Selapperuma Nirantha Perera, sri-lankischer Fußballspieler
- 1984: Buddy Ogün, deutscher Komödiant und Alleinunterhalter
- 1984: Anna Paulson, schwedische Fußballspielerin
- 1984: Radik Schaparow, kasachischer Skispringer

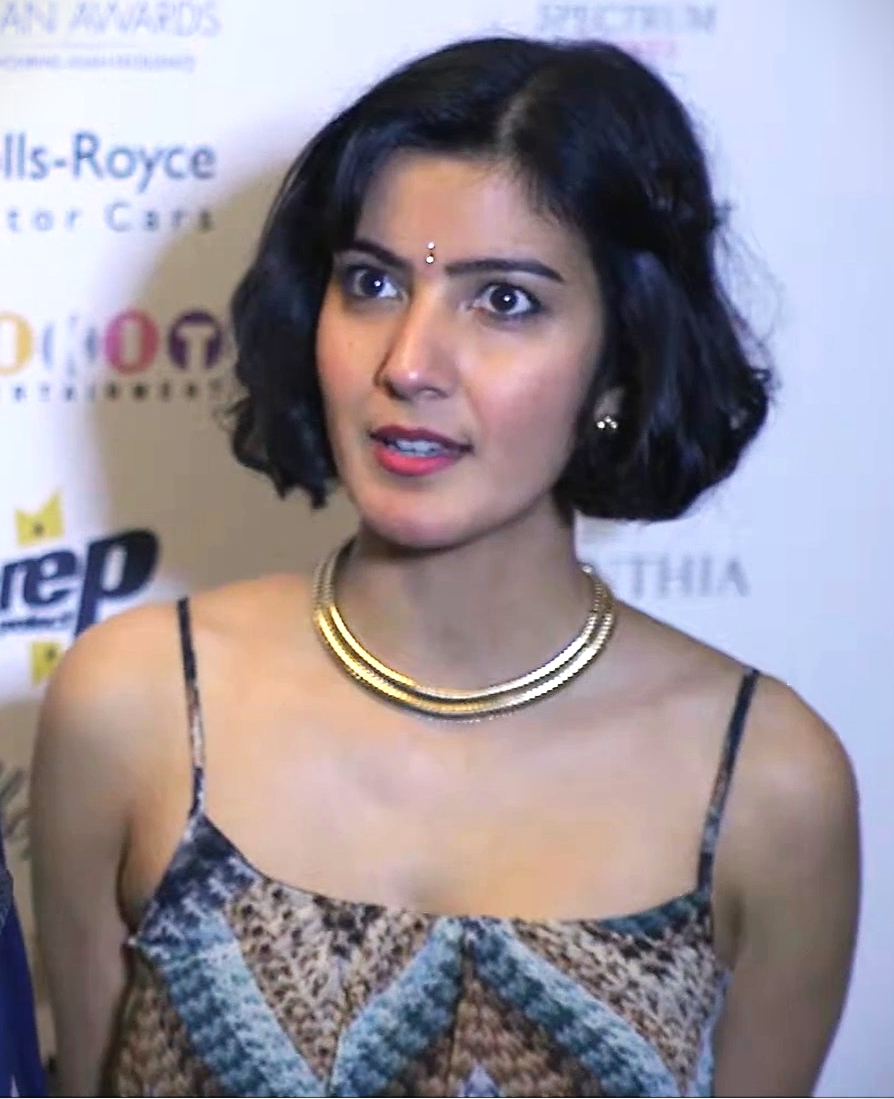
Rakhee Thakrar (* 1984)

- 1984: Rakhee Thakrar, britische Schauspielerin
- 1984: Roger Vidosa, Skiläufer aus Andorra
- 1984: Cam Ward, kanadischer Eishockeytorhüter
- 1984: Maike Weiss, deutsche Handballspielerin
- 1984: Mari Weiß, deutsche Juristin und Politikerin
- 1984: Benedict Wells, deutsch-schweizerischer Schriftsteller
- 1988: Hanne Haugen Aas, norwegische Volleyball- und Beachvolleyballspielerin
- 1988: Mikel Balenziaga, spanischer Fußballspieler
- 1988: Tom Buschke, deutscher Fußballspieler
- 1988: Dean Gardiner, irischer Boxer
- 1988: Lena Gercke, deutsches Model, Moderatorin
- 1988: Benedikt Höwedes, deutscher Fußballspieler
- 1988: Marko Marković, serbischer Musiker
- 1988: Michael Schick, deutscher Fußballspieler
- 1988: Aqqaluk Sørensen, grönländischer Handballspieler
- 1992: Yusleidy Arriola, venezolanische Gewichtheberin
- 1992: Niclas Huschenbeth, deutscher Schachgroßmeister
- 1992: Perry Kitchen, US-amerikanischer Fußballspieler

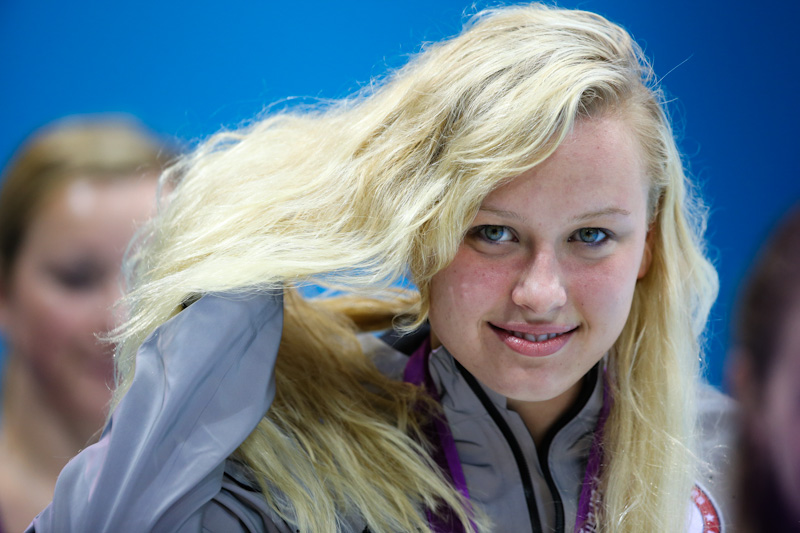
Jessica Long (* 1992)

- 1992: Jessica Long, US-amerikanische Schwimmerin
- 1992: Aleksandrina Najdenowa, bulgarische Tennisspielerin
- 1992: Viktor Roth, deutscher YouTuber
- 1992: Katie Stengel, US-amerikanische Fußballspielerin
- 1992: Saphir Taïder, algerisch-französischer Fußballspieler
- 1996: Moritz Hans, deutscher Sportkletterer
- 1996: Sebastian Schmitt, deutscher Basketballspieler
- 1996: Rhizlane Siba, marokkanische Hochspringerin
- 1996: Claudia Williams, neuseeländische Tennisspielerin
- 2000: Cyrill Akono, deutsch-kamerunischer Fußballspieler
- 2000: Jesper Lindstrøm, dänischer Fußballspieler
- 2000: Ferran Torres, spanischer Fußballspieler

## Gestorben

### Vor dem 20. Jahrhundert
- 0628: Chosrau II., Großkönig des Sassanidenreichs
- 0992: Oswald von York, Erzbischof von York und Bischof von Worcester
- 1172: Cadwaladr ap Gruffydd, walisischer Fürst

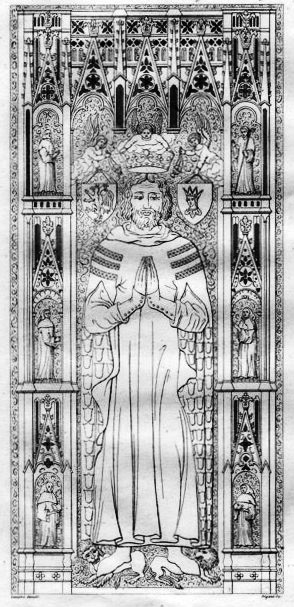
Władysław († 1388)

- 1388: Władysław, Herzog von Kujawien und Prätendent auf die Krone des Königreichs Polen
- 1460: Albrecht III., Herzog von Bayern-München
- 1516: Bernat Fenollar, valencianischer Geistlicher, Kulturförderer und Poet
- 1528: Patrick Hamilton, schottischer evangelischer Theologe und Märtyrer
- 1532: Johann III. von Rosenberg, Großprior der Johanniter-Ordens und Adeliger aus dem Hause Rosenberg

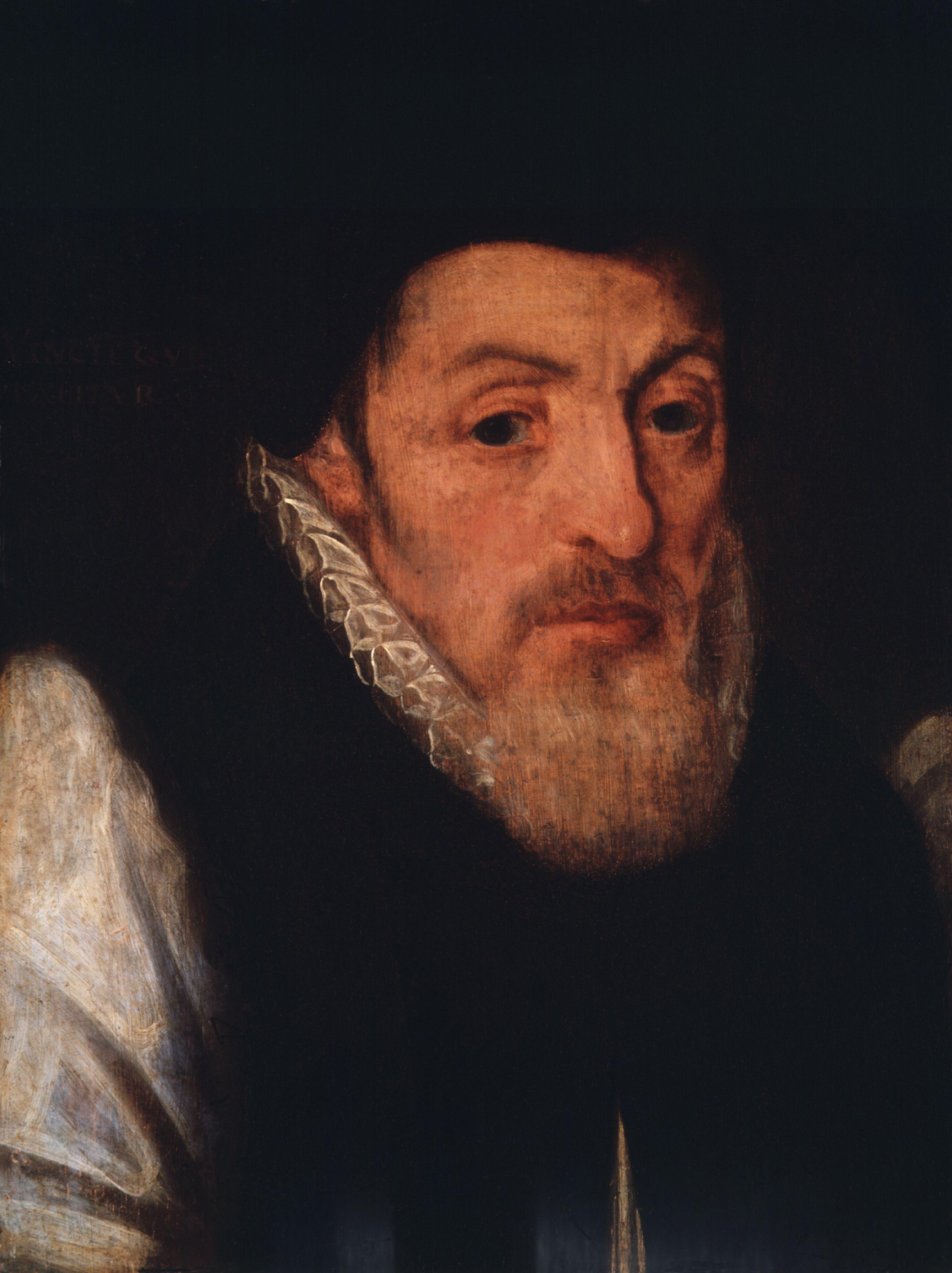
John Whitgift († 1604)

- 1604: John Whitgift, Erzbischof von Canterbury
- 1732: André-Charles Boulle, französischer Möbeltischler
- 1744: John Theophilus Desaguliers, französisch-britischer Naturphilosoph
- 1784: François-Alexandre Aubert de La Chenaye-Desbois, französischer Schriftsteller und Kompilator
- 1784: Charles de Fieux de Mouhy, französischer Schriftsteller
- 1792: Johann Andreas Stein, deutscher Orgel- und Klavierbauer
- 1796: François Athanase de Charette de la Contrie, französischer Marineoffizier
- 1820: Johann Joachim Eschenburg, deutscher Literaturhistoriker
- 1832: Louis Auguste Curtat, Schweizer evangelischer Geistlicher und Politiker
- 1868: Ludwig I., König von Bayern, Bauherr zahlreicher öffentlicher Gebäude in München
- 1896: Ludwig Brüel, deutscher Jurist und Politiker, MdL, MdR
- 1896: Albrecht von Stosch, königlich preußischer General und Admiral, erster Chef der kaiserlichen deutschen Admiralität und Staatsminister

### 20. Jahrhundert
- 1904: Henri Joseph Perrotin, französischer Astronom
- 1912: Heinrich Nissen, deutscher Althistoriker
- 1920: Firmin Ody, Schweizer Architekt, Unternehmer und Politiker

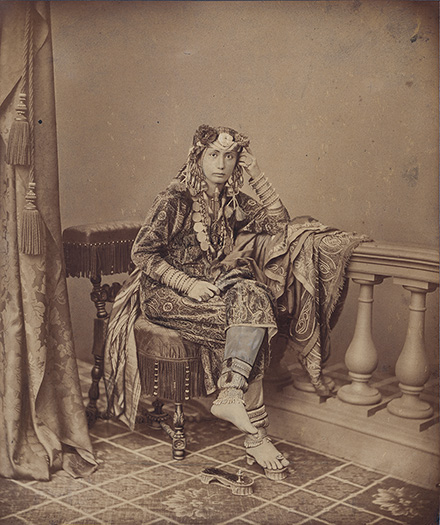
Emily Ruete († 1924)

- 1924: Emily Ruete, deutsche Schriftstellerin und Lehrerin
- 1928: Adolphe Appia, Schweizer Bühnenbildner
- 1928: Ina Coolbrith, US-amerikanische Dichterin
- 1928: Paul Dahlke, deutscher Arzt, Wegbereiter des Buddhismus in Deutschland
- 1928: Armando Diaz, italienischer Generalstabschef
- 1932: Ramon Casas i Carbó, spanischer Maler und Grafiker
- 1940: Simon Abram, österreichischer Politiker
- 1944: Traugott Müller, deutscher Regisseur
- 1944: Pehr Evind Svinhufvud, finnischer Präsident
- 1956ː Paula Geiger-von Blanckenburg, deutsche Malerin, Gründungsmitglied der Gruppe Dresdner Künstlerinnen
- 1960: Lothar Mohrenwitz, deutscher Literaturagent
- 1964: Robert Wehrlin, Schweizer bildender Künstler
- 1968: Anny Hannewald, deutsche Schauspielerin
- 1972: Josef Blaß, deutscher Ingenieur und Hochschullehrer
- 1972: Franz Glaser, tschechoslowakisch-schweizerischer Journalist

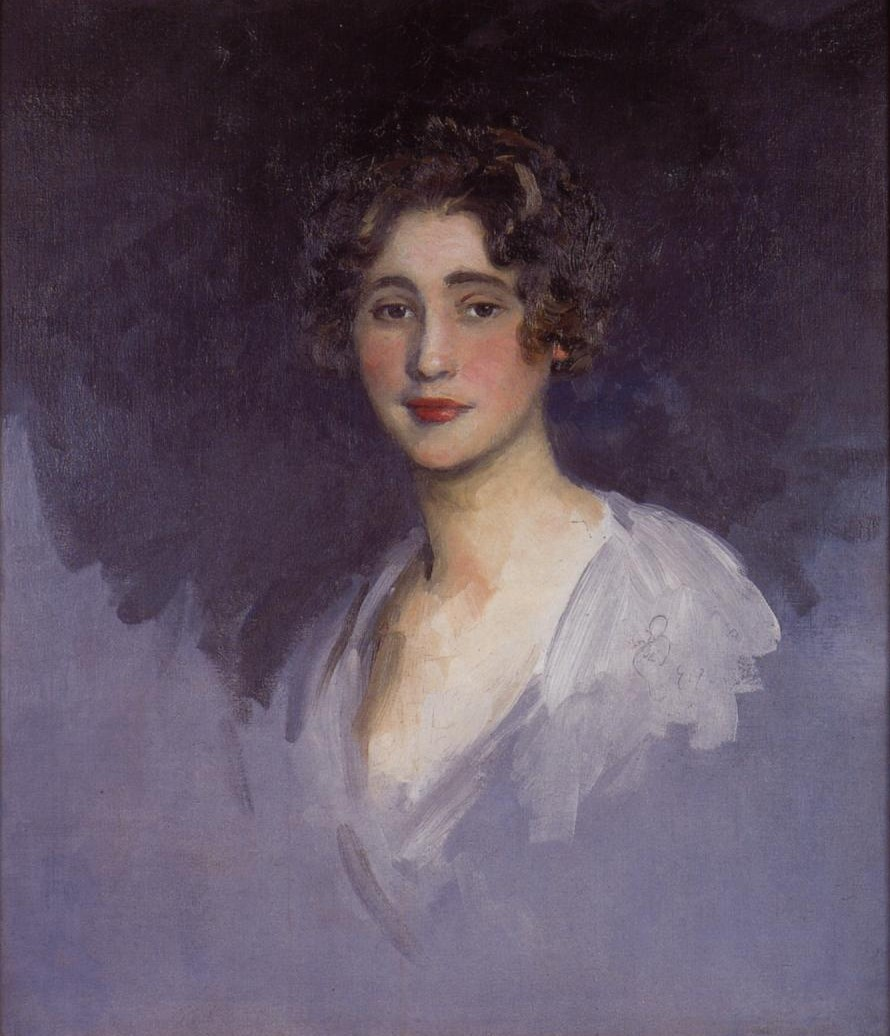
Violet Keppel († 1972)

- 1972: Violet Trefusis, britische Schriftstellerin
- 1976: Paul Schallück, deutscher Schriftsteller
- 1980: Jigal Allon, israelischer Politiker, mehrfacher Minister
- 1980: Gil Elvgren, US-amerikanischer Pin-Up- und Werbe-Zeichner
- 1984: Heinz Autenrieth, deutscher Jurist
- 1984: Meyer Dolinsky, US-amerikanischer Drehbuchautor und Schriftsteller
- 1988: Johann van Aken, deutscher Politiker, MdL
- 1988: Johann Fellinger, österreichischer Gewerkschafter und Politiker, SPÖ
- 1988: Vaughn Horton, US-amerikanischer Countrysänger und Songwriter
- 1992: Joseph Carroll, irischer Bischof
- 1992: Ferenc Karinthy, ungarischer Schriftsteller
- 1992: Ruth Pitter, britische Dichterin
- 1996: Øystein Gaukstad, norwegischer Musikwissenschaftler und Bibliothekar

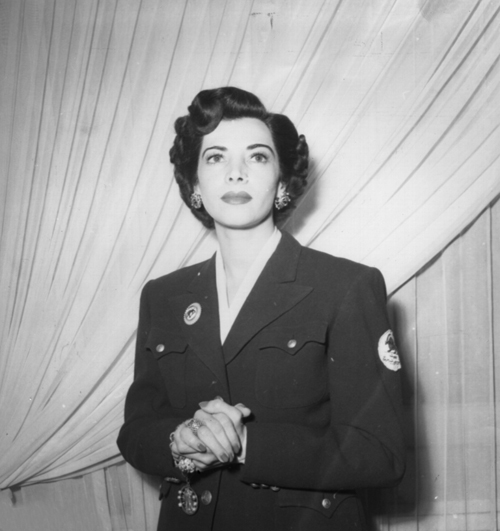
Shams Pahlavi († 1996)

- 1996: Shams Pahlavi, iranische Bürgerrechtsaktivistin
- 2000: William Goffman, US-amerikanischer Informationswissenschaftler
- 2000: Albert von Kenne, deutscher Jurist
- 2000: Hermann Meier, Polizeichef des Fürstlich Liechtensteinischen Sicherheitskorps

### 21. Jahrhundert
- 2004: Lew Abramow, sowjetischer bzw. russischer Schachspieler und -schiedsrichter
- 2004: Oleksandr Beresch, ukrainischer Turner
- 2004: Danny Ortiz, guatemaltekischer Fußballspieler
- 2004: Witold Rudziński, polnischer Komponist
- 2008: Wolfram Achtnich, deutscher Pflanzenbauwissenschaftler
- 2008: Lucie Beyer, deutsche Politikerin, MdB
- 2008: Luigi Brogna, italienisch-deutscher Schriftsteller
- 2008: Janet Kagan, US-amerikanische Science-Fiction- und Fantasy-Autorin
- 2008: Arnold Künzli, Schweizer Philosoph
- 2008: Hans Lubsczyk, deutscher Exeget
- 2008: Erik Ortvad, dänischer Maler und Zeichner
- 2008: Philip Rabinowitz, südafrikanischer Leichtathlet
- 2008: Tatsuya Takahashi, japanischer Jazzmusiker
- 2008: Jan Wirix, niederländischer altkatholischer Bischof von Haarlem

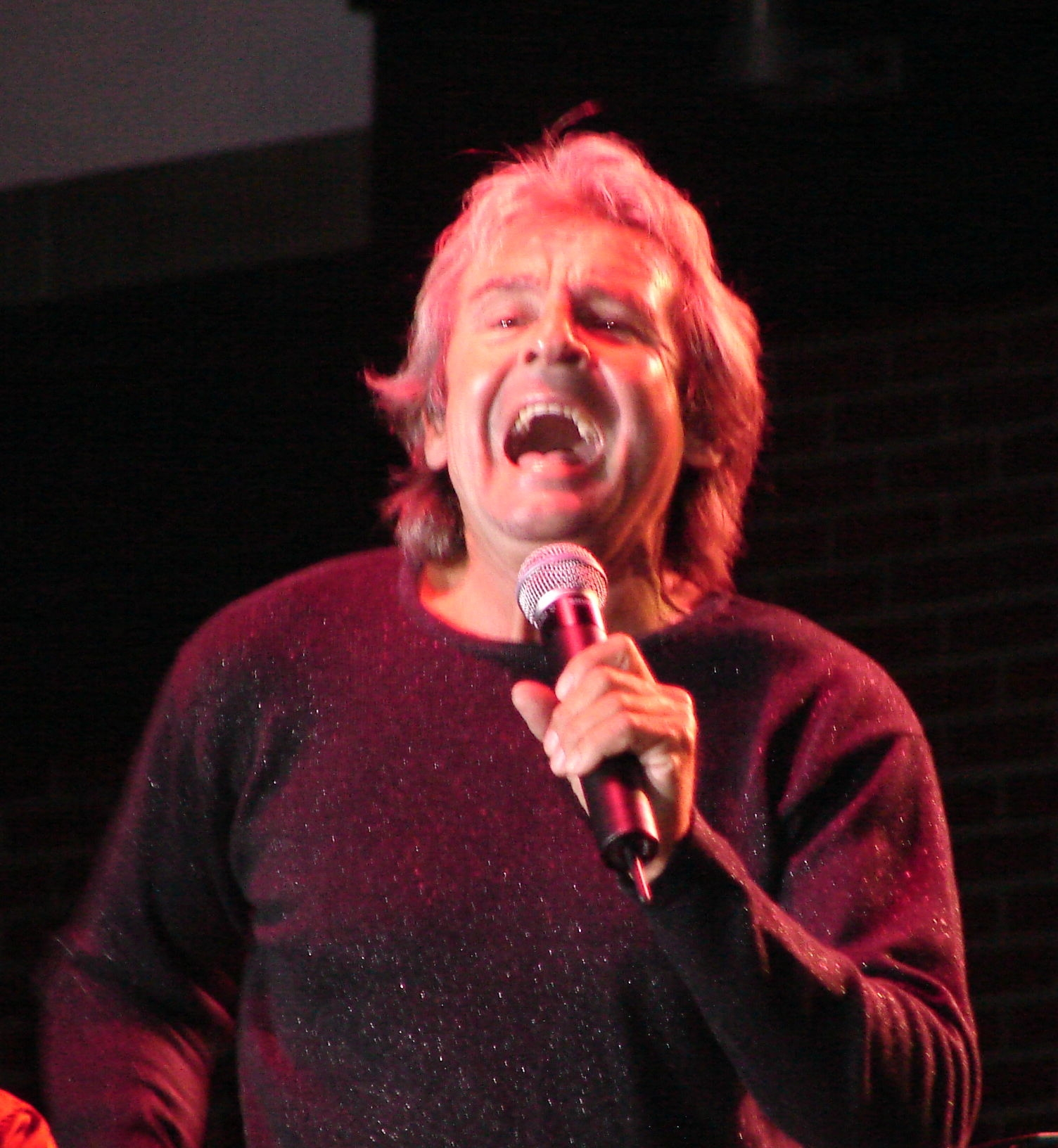
Davy Jones († 2012)

- 2012: Davy Jones, britischer Schauspieler und Sänger
- 2012: Anne Marie Moss, kanadische Jazzsängerin
- 2012: Miloš Vacek, tschechischer Komponist, Dirigent und Organist
- 2016: Mischal ibn Abd al-Aziz, saudi-arabischer Prinz und Politiker
- 2016: Alice Arlen, US-amerikanische Drehbuchautorin und Biografin
- 2016: Vladislavas Domarkas, litauischer Ingenieur und Politiker
- 2016: Manfred Eger, deutscher Journalist, Buchautor und Museumsleiter
- 2016: Gilbert R. Hill, US-amerikanischer Schauspieler
- 2016: Helmut Hodel, deutscher Fußballfunktionär
- 2016: Hannes Löhr, deutscher Fußballspieler und -trainer
- 2016: Aldo Mazzacane, italienischer Rechtshistoriker
- 2016: Francis Xavier Osamu Mizobe, japanischer Bischof
- 2016: Mumtaz Qadri, pakistanischer Attentäter
- 2016: Louise Rennison, britische Schriftstellerin
- 2016: Peter Schäfer, deutscher Historiker
- 2016: Rudolf Trostel, deutscher Ingenieur
- 2020: Avraham Barkai, israelischer Historiker und Antisemitismusforscher
- 2020: Daniel Doom, belgischer Radrennfahrer
- 2020: Wolfgang Edelstein, deutscher Pädagoge und Bildungsforscher
- 2020: Hans Eichhorn, österreichischer Schriftsteller
- 2020: Vito Kapo, albanische Politikerin, Ministerin
- 2020: Horst Kiesecker, deutscher Politiker, MdL
- 2020: Dieter Laser, deutscher Schauspieler
- 2020: Klaus Mehle, deutscher Politiker, MdL
- 2020: Gerd Menne, deutscher Fußballspieler und -trainer
- 2020: Ceri Morgan, walisischer Dartspieler
- 2020: Bill Smith, US-amerikanischer (Jazz-)Klarinettist und Komponist

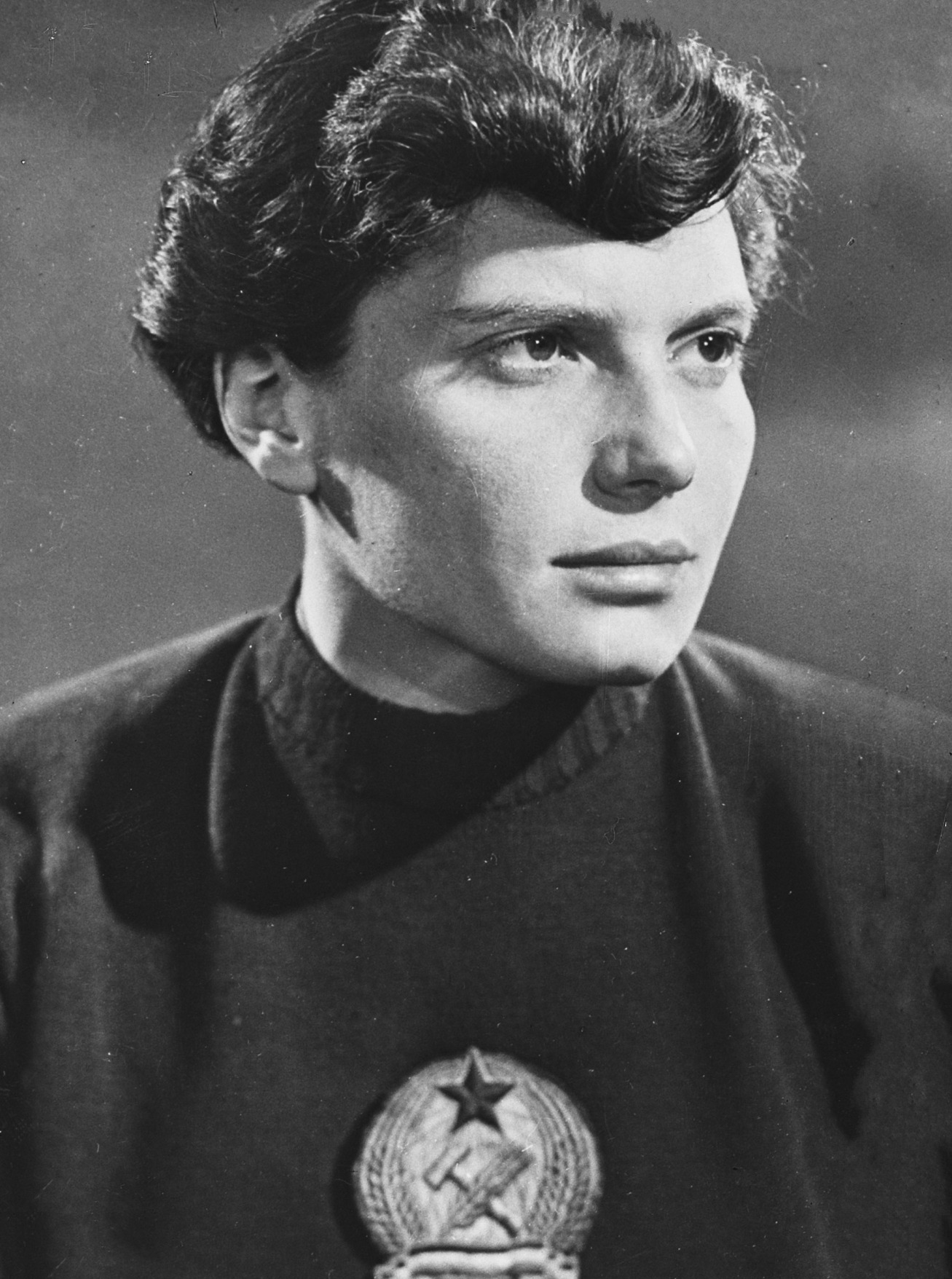
Éva Székely († 2020)

- 2020: Éva Székely, ungarische Schwimmerin und Schwimmtrainerin
- 2020: Andrei Wedernikow, sowjetischer Radrennfahrer
- 2024: David Bordwell, US-amerikanischer Filmwissenschaftler
- 2024: Johnny Gentle, britischer Popsänger
- 2024: Ruth Henig, Baroness Henig, britische Historikerin und Politikerin
- 2024: Brian Mulroney, kanadischer Politiker
- 2024: Ali Hassan Mwinyi, tansanischer Politiker, Minister, Staatspräsident
- 2024: Ulrich Rosengarten, deutscher Diplomat
- 2024: Paolo Taviani, italienischer Filmregisseur

## Feier- und Gedenktage
- Kirchliche Gedenktage
  - Hl. Suitbert, angelsächsischer Glaubensbote in Deutschland, Klostergründer und Abt von Kaiserswerth (evangelisch; nur in Schaltjahren, sonst 1. März)
  - Hl. Hilarius, römischer Bischof und Patriarch (katholisch)
  - Romanustag (katholisch; nur in Schaltjahren, sonst 28. Februar)
- Namenstage
  - Roman, Silvana (nur in Schaltjahren, sonst 28. Februar)
- Aktionstag
  - Tag der seltenen Krankheiten
  - Equal Care Day

Weitere Einträge enthält die Liste von Gedenk- und Aktionstagen.